# Ancylotrypa pallidipes
Espèce
Synonymes
- Pelmatorycter pallidipes Purcell, 1904

Ancylotrypa pallidipes est une espèce d'araignées mygalomorphes de la famille des Cyrtaucheniidae.

## Distribution
Cette espèce est endémique du Cap-Occidental en Afrique du Sud,.

## Publication originale
- Purcell, 1904 : Descriptions of new genera and species of South African spiders. Transactions of the South African Philosophical Society, vol. 15, p. 115-173 (texte intégral).